# 霧越峠
霧越峠（きりごえとうげ）は、徳島県那賀郡那賀町海川と海部郡海陽町小川を結ぶ国道193号の峠である。鑵子峠という別名がある。

## 概要
峠名の由来は、この峠に南側の太平洋から吹く暖かい風が、山の冷たい空気で冷やされるため霧の発生が多く、峠を往来する人が霧の中を越えていくような感じだったことによる。
峠道はかつては木頭街道と呼ばれ、現在の那賀町木頭地区と太平洋側を結んでいた重要な道で、現在は国道193号に指定されている。那賀町側は海川谷川、海陽町側は海部川とその支流に沿って走るが、ブラインドカーブが多く見通しが悪い上に、ほとんどの区間が狭隘で自動車の離合が難しく、谷側はガードレール等の転落防止設備が無い区間も多い。さらに反対の山側は剥き出しの岩がせり出しており、落石・倒木の危険性も大きい。このため峠区間の那賀町平谷から郡境を経て海陽町神野まで併せて41.7kmは時間40mmもしくは連続100mm以上の雨量を記録すると通行止めになる。町境周辺は少し広くなっており、林道霧越線開通記念碑がある。ここからは晴れていれば眺望が効く。

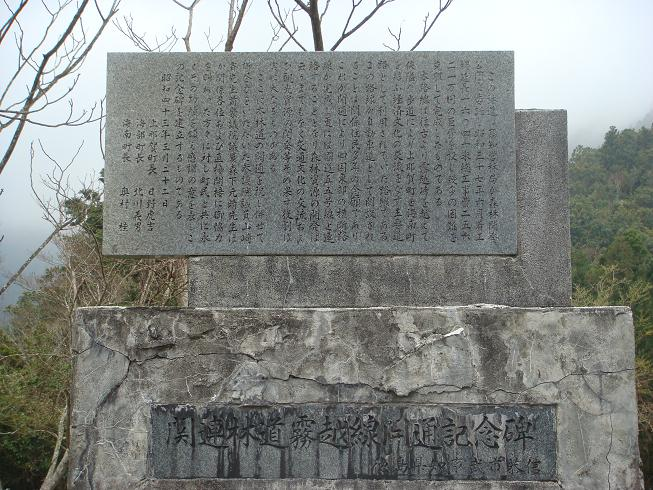
霧越林道開通記念碑

## 歴史
峠道は土佐街道途中の鞆奥から分岐し、海川を経て、木頭に至る木頭街道と呼ばれ、海部川下流域と木頭上下山地方（現在の那賀町木頭地区）を結ぶ主要路であった。天和年間に鞆浦-皆ノ瀬間に高瀬舟が就航。木頭から茶、和紙、木材等が霧越峠を越え、皆ノ瀬より高瀬舟で川の下流へ運ばれていた。また海部川下流域より木頭へ穀物、衣類等が運ばれていた。
1909年、鞆浦 - 小川間のそれまで馬も通るのが難しかった険路を、海部川霧越線として馬道の整備がなされた。これによりこの陸上の輸送は人力から馬に代わり、高瀬舟による輸送と併せて、物資輸送量は飛躍的に増大した。1918年、皆ノ瀬までの車道の整備が行われた後、1924年に海部公営自動車が皆ノ瀬まで乗り入れ、これにより物資の輸送は高瀬船から自動車に移った。
一方、那賀川沿いでは1942年、平谷 - 出原間に車道の林道木頭線が開通し木頭までの自動車の運行が可能となった。これにより木頭からの人と物資の移動は霧越峠越えのルートから那賀川沿いに鷲敷方面に向かうルート（現在の国道195号）へと大きく移り、霧越峠の道は廃れた。この結果は行政面にも影響し、1951年にそれまで海部郡に属していた木頭上下山地方の上木頭村・木頭村・中木頭村が那賀郡へ移管された。
1962年から1968年にかけて高知営林局が林道霧越線として整備した。このときの記念碑が道路沿いに置かれている。その後1972年、徳島県道253号山川海南線に指定された後、1975年、国道193号に指定され現在に至る。

## 参考資料
- 海南町史
- 関連林道霧越線開通記念碑
- 日本地名大辞典（角川書店）

座標: 北緯33度43分40.3秒 東経134度17分7.5秒 / 北緯33.727861度 東経134.285417度